# Daniella
A Daniella női név a Dániel férfinév női párja.

## Rokon nevek
Dana, Daniéla, Danila, Daniela

## Gyakorisága
Az 1990-es években a Daniella ritka, a Daniéla, Danila és a Dana szórványos név volt, a 2000-es években nem szerepelnek a 100 leggyakoribb női név között.

## Névnapok
július 21.

## Híres Daniellák, Danák, Daniélák, Danilák
- Daniela Hantuchová szlovák teniszező
- Danielle Panabaker amerikai színésznő
- Dana Scully fiktív szereplő az X-akták című tv-sorozatban
- Danielle Steel amerikai írónő
- Kozák Danuta kajakozó
- Daniela Mercury brazil énekesnő